# Simulium paradisium
Simulium paradisium är en tvåvingeart som beskrevs av Craig 2006. Simulium paradisium ingår i släktet Simulium och familjen knott.
Artens utbredningsområde är Vanuatu. Inga underarter finns listade i Catalogue of Life.